# RS Puppis
RS Puppis är en pulserande variabel av Delta Cephei-typ (DCEP) i stjärnbilden Akterskeppet. 
Stjärnan varierar mellan visuell magnitud +6,52 och 7,67 med en period av 41,443 dygn, vilket gör den till en långperiodisk cepheid. Variabeln befinner sig på ett avstånd av 6000 ljusår och är en av de ljusstarkaste cepheiderna i vår galax. Dess absoluta magnitud är -5,70 och perioden är en av de absolut längsta för denna variabeltyp med sina drygt 41 dygn.

## Avstånd
Avståndet till RS Puppis är viktigt eftersom cepheider används för att beräkna avståndet inom Vintergatan och till närbelägna galaxer.
Eftersom stjärnan är belägen i en stor nebulosa kunde astronomerna vid Europeiska sydobservatoriet använda NTT-teleskopet vid La Silla-observatoriet för att 2008 göra en exaktare beräkning av RS Puppis avstånd. De kom då fram till avståndet 6497 ± 91 ljusår, eller 1992 ± 28 parsek, vilket vid den tidpunkten var den mest exakta beräkningen av en cepheids avstånd från solsystemet.
En liknande teknik användes igen 2014, denna gång med Hubbleteleskopet.. Denna mätning gav resultatet 6230 ± 260 ljusår, eller 1910 ± 80 parsek.
En mätning med Gaia 2018 gav parallaxen 0,5844±0,0260 vilken skulle ge ett avstånd av 5580 ± 260 ljusår eller 1710 ± 80 parsek.